# Перлина (народний вокальний ансамбль)
Народний вокальний ансамбль «Перлина» — вокальний колектив, що працює на базі Черкаського базового історико-культурного інформаційного центру смт Черкаське, Черкаської об'єднаної територіальної громади Слов'янського району

### Історія створення колективу
Вокальний ансамбль «Перлина» був створений у 2006 році на базі Черкаського культурно-оздоровчого центру (зараз — Черкаський базовий історико-культурний інформаційний центр). Незмінним керівником колективу є Толкачова Наталія Вікторівна. За роки свого існування ансамбль встиг завоювати не тільки любов глядачів та звання «народного аматорського колективу», а й підкорити сцени багатьох обласних і всеукраїнських конкурсів, і фестивалів.

### Склад
Членами колективу є:
1. Толкачова Наталія — сопрано;
2. Фесак Олена — сопрано;
3. Батан Ярослав — баритон;
4. Молодик Олена — альт;
5. Дем'яненко Ганна — мецо-сопрано.

### Жанри
Колектив випробовує свої можливості в різних виконавських стилях проте, головною сферою діяльності ансамблю є естрадний спів. В репертуарі — українські та зарубіжні пісні, українські народні та популярні пісні в різноманітних обробках. Ансамбль всіляко підтримує національно-патріотичне виховання молоді, прищеплюючи любов до сім'ї, країни за допомогою пісні.

### Участь у фестивалях і конкурсах
Вокальний ансамбль дипломант та лауреат численних міжнародних, всеукраїнських, обласних фестивалів та конкурсів вокального мистецтва, а саме: лауреат фестивалю вокально-хорового мистецтва «Село моє співуче» м. Артемівск, фестивалю мистецтв «Ми козацького роду» м. Краматорськ, відкритого фестивалю «Живи і пам'ятай» м. Донецьк, фестивалю народної творчості на Національному Сорочинському ярмарку, всеукраїнського фестивалю народної творчості «Козацька слава» м. Севастополь, міжнародного фестивалю мистецтв «Зірки Пекторалі» м. Бердянськ, всеукраїнського фестивалю-конкурсу вокального мистецтва «Золота нотка» м. Дніпро, всеукраїнського фестивалю-конкурсу «Gold star» м. Київ.

### Фотографії колективу

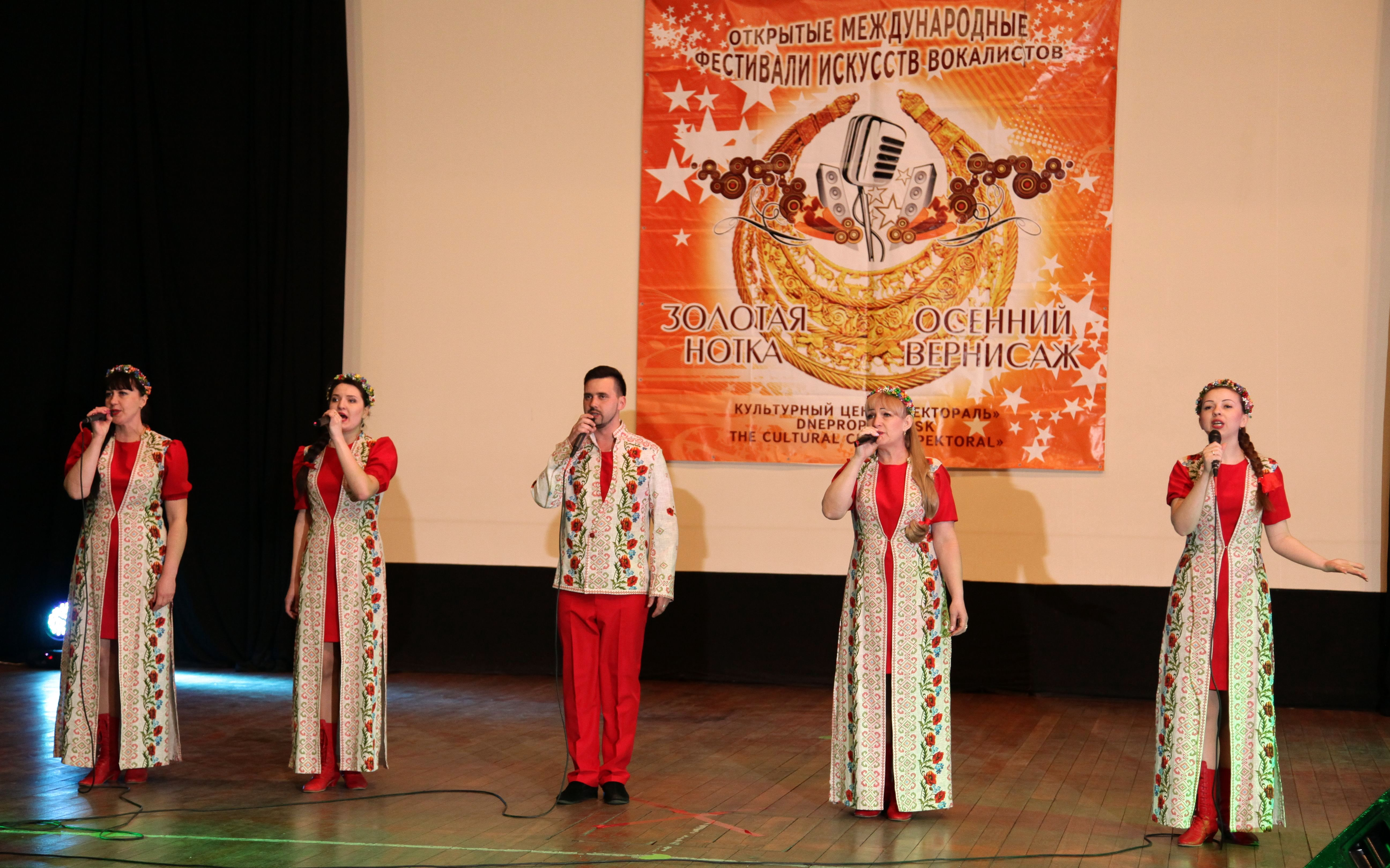
Народний вокальний ансамбль «Перлина»